# Indipendenza del Cile
L'indipendenza del Cile maturò nei primi trent'anni del XIX secolo, nel periodo in cui si formarono in tutta l'America Latina dei gruppi indipendentisti che, attraverso una serie di guerre, posero fine a tre secoli di dominazione coloniale spagnola.
L'indipendenza del Cile è stata dichiarata ufficialmente il 12 febbraio 1818. Ciononostante, l'intero processo di indipendenza si è articolato tra gli anni 1810, quando la prima Giunta Nazionale di Governo (Junta Nacional de Gobierno), e 1823, anno dell'abdicazione di Bernardo O'Higgins. Tradizionalmente essa si distinguono tre periodi: Patria Vecchia, Restaurazione monarchica o Reconquista e Patria Nuova.

## Antecedenti

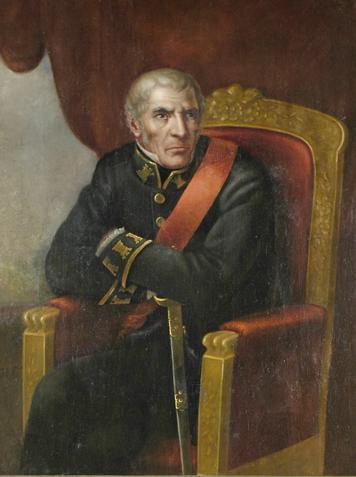
Il governatore Francisco Antonio García Carrasco

Nel 1808 l'Impero Spagnolo viveva in un crescente stato di agitazione. In Cile è arrivata la notizia della invasione napoleonica della Spagna e la prigionia di Ferdinando VII. In parallelo, veniva assunto Francisco Antonio García Carrasco come governatore del Cile, uomo autoritario e di modi grezzi, che ha suscitato il rifiuto della locale aristocrazia. Il suo coinvolgimento in un caso di contrabbando motivò la pressione a rassegnare le dimissioni, obiettivo finalmente raggiunto nel 1810.
Il militare più anziano del Cile in quel momento era Mateo de Toro Zambrano, per cui egli prese il comando ad interim del governo. Ma le tensioni erano continuate a causa della turbolenza politica e la guerra in Europa: sia il re (Carlo IV), sia il figlio Ferdinando VII erano stati costretti ad abdicare a favore di Napoleone che, a sua volta, aveva proclamato re il fratello Giuseppe.
Inoltre, si deve prendere in considerazione il contesto sociale del Cile coloniale di quegli anni, in cui solo gli spagnoli di nascita avevano accesso alle istituzioni, che era negato anche ai loro discendenti diretti nati in Cile. Secondo le cronache dell'epoca, quando verso la fine del periodo coloniale la popolazione "del regno" aveva raggiunto circa mezzo milione di abitanti, senza contare la popolazione indigena, circa 300 000 erano meticci, 150 000 erano creoli - ovvero spagnoli nati in Cile - e solo 20 000 erano peninsulares - ovvero spagnoli nati in Spagna. La crescita dei paesi dell'America del Sud era infatti ostacolata dagli interessi del mercato europeo e dalle leggi restrittive dei dominatori spagnoli.

## Patria Vecchia (1810 - 1814)

Bandiera della "Patria Vecchia", prima bandiera del Cile (1812-1814)

Si chiama Patria Vecchia quella fase della storia del Cile compresa fra la prima Giunta Nazionale di Governo istituito il 18 settembre 1810 e la battaglia di Rancagua (1º-2 ottobre 1814), quando l'esercito spagnolo ottenne una clamorosa vittoria sugli indipendentisti a Rancagua.
Nel 1810 non era chiaro quale sarebbe stata la soluzione migliore per la nuova situazione, sia dal punto di vista giuridico che politico. Dopo molte indecisioni, Toro Zambrano aveva concordato di convocare un Cabildo aperto a tutti i capi militari, religiosi e "vicini di casa nobile" di Santiago per il 18 settembre. In tale riunione si decise di formare un Giunta Nazionale di Governo, ossia un governo provvisorio ancora dipendente dalla corona di Spagna. Tuttavia, questa situazione non risolveva il problema di fondo, cioè l'esclusione di creoli e meticci dalla vita politica.
Questa situazione divenne evidente con la morte di Toro Zambrano, avvenuta alla fine di febbraio del 1811; ad approfittarne fu Juan Martínez de Rozas, leader dei creoli, che indisse le elezioni per scegliere un Congresso Nazionale. Ma la Real Audiencia, organo in carica di amministrare la giustizia in nome del Re, ritenne che le elezioni erano state antimonarchiche e cospirò con un colonnello nel tentativo di sciogliere la Giunta di Governo, il 1º aprile 1811, impedendo così le elezioni del Congresso. Successivamente, la Real Audiencia fu sciolta e sostituita con una Camera d'Appello.
Il Primo Congreso Nazionale fu istituito il 4 luglio 1811, ma rimase sotto il controllo delle forze fedeli alla monarchia, lasciando gli indipendentisti in minoranza.

## Restaurazione monarchica (1814 - 1817)
La Reconquista è il periodo della storia del Cile che ha inizio con la battaglia di Rancagua, avvenuta nel 1814, e che termina nel 1817 con la vittoria indipendentista nella battaglia di Chacabuco. Durante questo periodo i difensori dell'impero spagnolo ristabilirono il dominio sul Cile, mentre i creoli erano impegnati a diffondere l'ideale indipendentista fra i ceti popolari, attraverso l'azione guerrigliera di Manuel Rodríguez Erdoiza. Storici come Julio Heise o Jaime Eyzaguirre preferiscono chiamare questo periodo Restaurazione assolutista, considerando che si trattò del ritorno al potere della fazione realista.
Con il governo di Mariano Osorio, a partire dal 9 ottobre 1814, furono ripristinate le istituzioni coloniali; in seguito ai conflitti con il viceré peruviano, Osorio fu destituito (1815) e fu designato governatore Francisco Casimiro Marcó del Pont.

## Patria Nuova (1817 - 1823)

Bandiera della Transizione (1817-1818)

Soltanto con l'arrivo di forze alleate argentine agli ordini di San Martín i cileni sconfissero gli spagnoli prima a Chacabuco (1817) e poi a Maipú (1818).